# ロチ

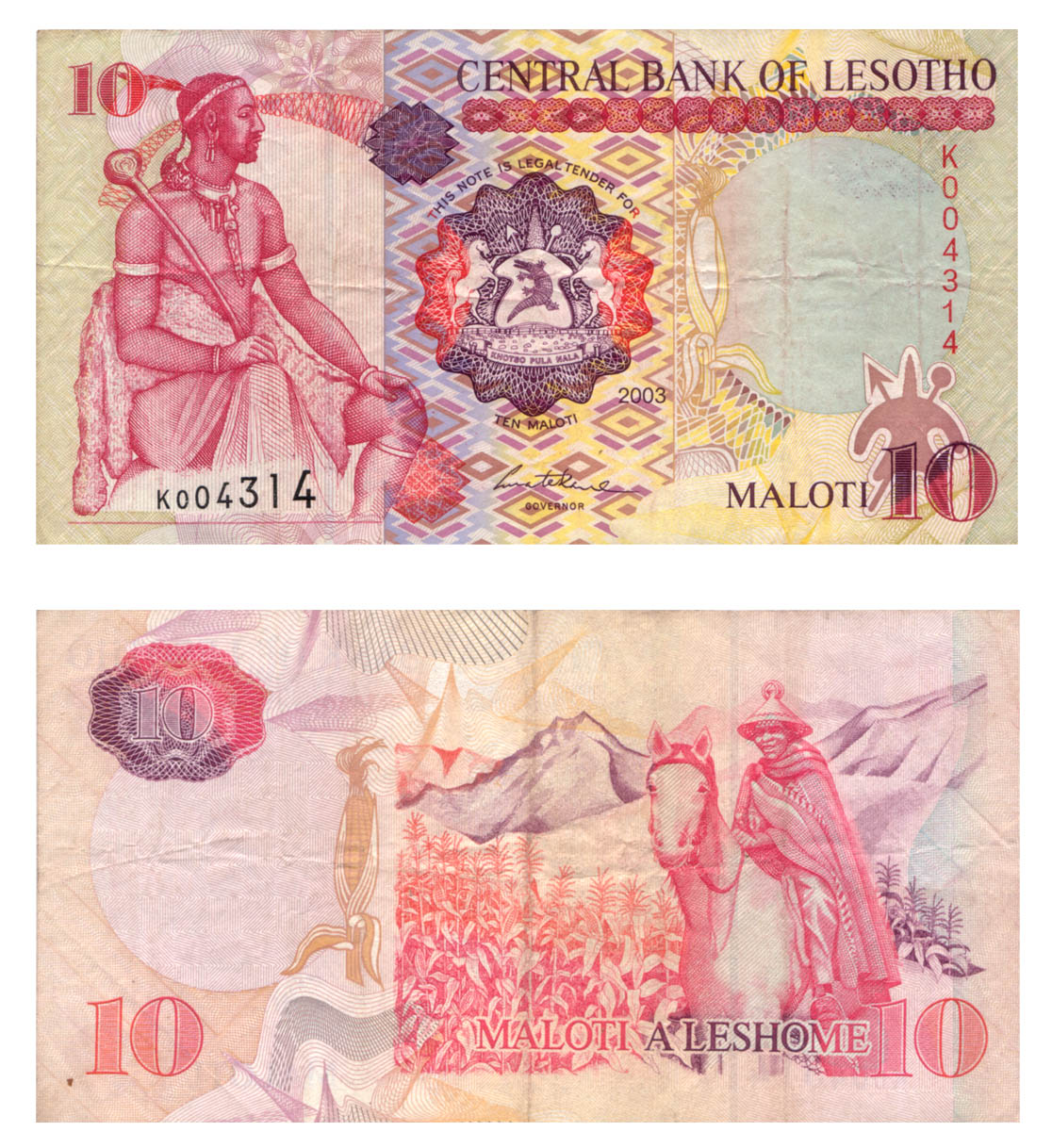
10ロチの紙幣

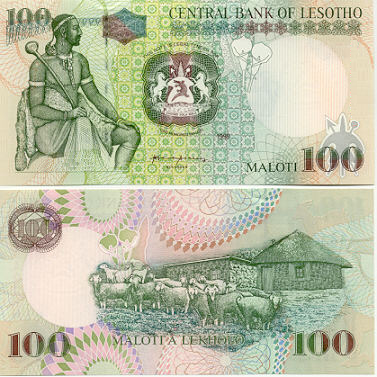
100ロチの紙幣

ロチ（単数形:Loti 複数形:maloti 記号L,M）は、レソトで使用されている通貨。ロティとも。補助単位にセンテ（単数形:1ロチ＝100センテ）がある。記号L（センテは）共通通貨地域を通して、ランドと1対1で連動している。また両方ともレソト国内で法定通貨として認められている。ロチは非流通貨幣であるにもかかわらず、1966年に初めて発行された。1980年にレソトはランドの代わりの法定通貨として、ロチ・センテと名づけられた通貨を発行した。
ISO 4217による通貨コードはLSLである。

## 硬貨
1980年、1979年と書かれた硬貨が導入された。金額は1、2、5、10、25、50センテと、1ロチである。1996年、2ロチと5ロチの硬貨が導入され、その後の1998年に20センテが導入された。
現在の流通通貨は以下の通り
- 5センテ
- 10センテ
- 20センテ
- 50センテ
- 1ロチ
- 2ロチ
- 5ロチ

## 紙幣
1980年、1979年と書かれた紙幣が導入された。金額は2、5、10ロチ。1981年に20、50ロチが追加され、その後の1994年に100、200ロチが導入された。
現在の流通通貨は以下の通り
- 10ロチ
- 20ロチ
- 50ロチ
- 100ロチ
- 200ロチ